# Анорхизм
Анорхи́зм (др.-греч. ἀν- — отрицательная приставка + ὄρχις — яичко, синоним — анорхия) — аномалия развития, проявляющаяся полным отсутствием яичек; сочетается с отсутствием придатков яичек, семявыносящих протоков, предстательной железы. Мошонка и половой член недоразвиты. Тип телосложения евнухоидный. Уровень тестостерона низкий, характерный для женщин.
Причиной анорхизма является нарушение внутриутробного развития половых желёз в результате хромосомных изменений на ранних этапах эмбрионального развития, а также гибель яичек плода после 14 недель беременности. В течение нескольких недель после оплодотворения у эмбриона образуются половые железы. В случае, если они по каким-либо причинам не развиваются в срок до 8 недель, у плода формируются женские половые органы (синдром Свайера). Если они разрушаются в период от 8 до 10 недель беременности, у ребёнка будут смешанные половые органы — гинандроморфизм. Однако, если семенники плода разрушаются после 14-й недели, то развиваются мужские половые органы при отсутствии тестикул.
Предположительно данный процесс индуцируется тяжёлыми инфекционными заболеваниями, интоксикацией, а также при гормональных сдвигах в организме во время беременности. Анорхизм необходимо отличать от более часто встречающегося брюшного двустороннего крипторхизма. 
При анорхизме проводятся заместительная гормонотерапия, косметические операции.

## Известные люди
- Ривер Галло — американский кинорежиссер, актер и интерсекс-активист[2].